# Neocollyris variitarsis
Neocollyris variitarsis es una especie de escarabajo del género Neocollyris. Fue descrita científicamente por Chaudoir en 1860.
Se distribuye por Vietnam. Mide aproximadamente 11,5 milímetros de longitud. Se ha registrado a elevaciones de 900-1300 metros.